# Dichotomius deyrollei
Dichotomius deyrollei là một loài bọ cánh cứng trong họ Bọ hung (Scarabaeidae).